# Carmel (Maine)
Carmel – miasto w Stanach Zjednoczonych, w stanie Maine, w hrabstwie Penobscot.